# 石井十次
石井 十次（いしい じゅうじ、1865年5月5日（慶応元年4月11日） - 1914年（大正3年）1月30日）は、明治期の慈善事業家。岡山孤児院を創設した人物である。その功績から、「児童福祉の父」と言われる。アリス・ペティ・アダムス、留岡幸助、山室軍平とともに「岡山四聖人」と称される。
岡山で医師を目指して、岡山医学校（現在の岡山大学医学部）の医学生として研修中であったが、生活に困窮する母親から子どもを預かったことをきっかけに孤児教育会を設立する。その後、預かる子どもの数が増え、育児事業に専念するために医師として働くことを断念した。そして、英国のキリスト者のジョージ・ミュラーをモデルにして、キリスト教信仰に根ざした岡山孤児院を創設して、生涯を孤児救済に捧げた。
岡山孤児院は既に存在しないが、その流れを汲む石井記念友愛社（宮崎県）と愛染橋保育所（大阪府）が、各種の福祉活動を行っている。

## 略歴
1865年5月5日（慶応元年4月11日） 日向国児湯郡上江村馬場原（現在の宮崎県児湯郡高鍋町馬場原）で、高鍋藩の下級武士、石井万吉・乃婦子夫妻の長男として生まれる。城竹窓のもと漢学を学ぶ。城は石井のことを「善悪ともに極端に走る直情径行の典型」と評した。
1879年（明治12年）海軍士官を志し東京の攻玉社に入学するも、脚気により1年で退学。1880年（明治13年）製糸業の事業家を志すも、酒席で書いた反政府の檄文により国事犯で投獄される。獄中で孟子に親しみ、同房者から西郷隆盛が農村で土地開墾をしていることを聞く。1881年（明治14年）幼馴染の内野品子と結婚。西郷に倣い荒地の開墾を始めるも水不足により断念。上江小学校で教鞭を執る。1882年（明治15年） 宮崎警察署の事務官となる。友人の妹で遊郭で働く女性と親しくなり性病に罹患する。そこで医師の荻原百々平と出会い、聖書を渡された上で医学を勧められたことがきっかけとなり、医学を学ぶため岡山市に移住。岡山県医学校（現・岡山大学医学部）に入学。
1884年（明治17年）岡山基督教会（現・日本基督教団岡山教会）で洗礼を受ける。1886年（明治19年）岡山県甲種医学校の進級試験に失敗する。1887年（明治20年）上阿知の診療所で代理診療を行う中で、四国巡礼から帰る女性から一人の男児を引き取る。これをきっかけに9月22日、孤児教育会（後の岡山孤児院）を岡山市の三友寺で創設。1889年（明治22年）には孤児救済に生涯を捧げることを決意し、第三高等中学校医学部を中退した。
1892年（明治25年）前年の濃尾地震で被災した孤児93人のため名古屋市に孤児院を開設（翌年には閉鎖し、院児は岡山へ）。1894年（明治27年）郷里である宮崎県の茶臼原（ちゃうすばる、現在の木城町・西都市）へ移住するため、院児25人が現地で開墾を始める。
1895年（明治28年）妻の品子が死去。自由民権運動家吉田一士の未亡人だった吉田辰子と再婚する。同年3月17日 、石井は岡山教会の安部磯雄牧師を訪ね、トルストイの著書2冊と社会論1冊を借り、午後安部の説教を聞いたが、批判的な所感を日誌に残している。その後、石井は安部より大きな影響を受けた。

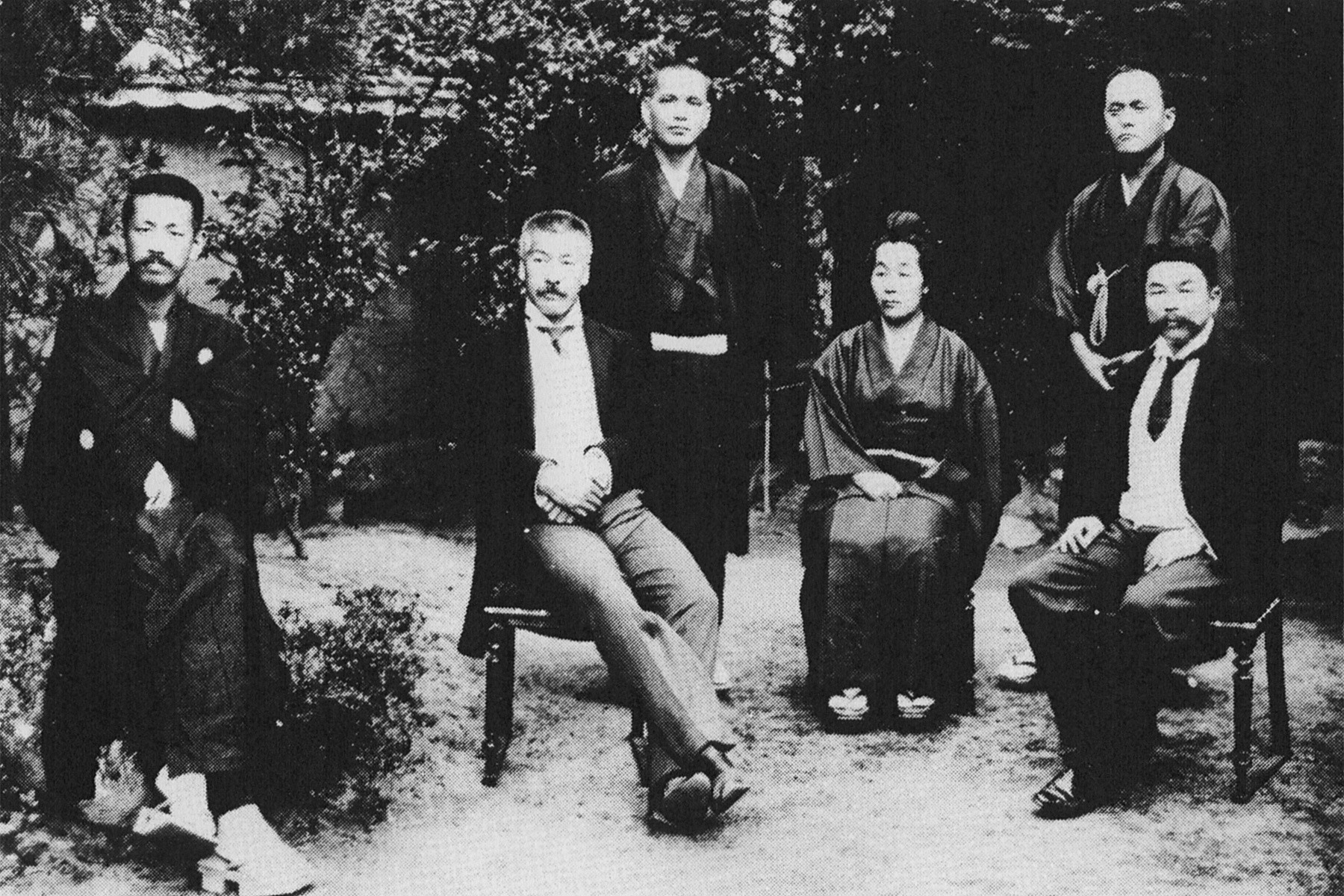
左から大原孫三郎、徳富蘇峰、石井十次（1903年）

1898年（明治31年）私立岡山孤児院尋常高等小学校を設立する。大原孫三郎と知り合い、それ以降、経済的な援助を受ける。孤児による音楽隊、音楽幻灯隊が活動を始める。1899年（明治32年）幼稚園を設立。1901年（明治34年）支援者の大原孫三郎に石井スエ（大原寿恵子）を紹介し、二人は結婚した。1902年（明治35年）教育功労として藍綬褒章を受章。1903年（明治36年）、岡山孤児院が財団法人に認可される。1904年（明治37年）には日露戦争による戦争孤児63名を受け入れ、1906年（明治39年）には東北凶作による孤児825名を受け入れる。その結果、岡山孤児院の収容者数が1,200人を超えるほどだった。
1907年（明治40年）東京事務所と大阪事務所を開設し、1909年（明治42年）大阪に愛染橋保育所と愛染橋夜学校を、東京に日本橋同情館（職業紹介、代書、代読、施療周旋）を設立。1912年（大正元年）随時実行していた茶臼原への孤児院の移転がほぼ完了する。1913年（大正2年）私立茶臼原尋常小学校を設立。大原孫三郎夫妻を媒酌人として、長女の友子が洋画家児島虎次郎と結婚。
1914年（大正3年）1月30日、長女友子の出産を電報で知るも、持病の腎臓病が悪化し、永眠。48歳。墓所は西都市穂北の茶臼山の一角にある。
十次の死後、1917年（大正6年）に大原孫三郎が岡山孤児院大阪事務所を拡張し、財団法人石井記念大阪愛染園を設立。愛染橋保育所と愛染橋夜学校の事業を引き継いだほか、救済事業研究室を付設（法政大学大原社会問題研究所の前身）。その後は社会福祉法人石井記念愛染園となり、病院、保育園、特別養護老人ホームなどを運営する。1926年（大正15年）岡山孤児院、茶臼原孤児院は活動を終了した。
戦後、1945年（昭和20年）児島虎次郎が太平洋戦争の被災孤児救済を目的に、石井記念友愛社を設立する。その後、社会福祉法人石井記念友愛社となり、児童養護施設、保育園などを運営する。1966年（昭和41年）生誕100年となる。石井十次記念館（岡山孤児院の家族舎、一棟のみ）が財団法人石井十次記念聖園に譲渡される。その後、石井十次記念聖園の解散により、1981年（昭和56年）に児童養護施設を運営する社会福祉法人新天地育児院に譲渡される。同年、財団法人石井十次顕彰会が設立された。

## 石井十次に関連する作品
- ノンフィクション『岡山孤児院物語 石井十次の足跡』（2002年（単行本）・2012年（ソフトカバー）） - 著：横田賢一（山陽新聞社）
- 映画『石井のおとうさんありがとう』（2004年） - 制作・現代ぷろだくしょん、監督・山田火砂子、原作・横田賢一、主演・松平健。
- 漫画『まんが石井十次物語 児童福祉の先覚者』（2008年、南一平作画、岡山「石井十次顕彰会」設立準備会）
- 映画『地の塩 山室軍平』（2017年） - 伊嵜充則が演じた。

## 石井十次賞
1990年に石井十次顕彰会（宮崎県）により石井十次賞が創設され、毎年、石井十次の精神を継承し福祉活動に尽力している団体にこの賞が贈られている。

### 歴代受賞者
| 回 | 表彰年度 | 石井十次賞                               |
| -- | -------- | ---------------------------------------- |
| 1  | 1992年度 | 社会福祉法人 北海道家庭学校              |
| 2  | 1993年度 | 田村一二                                 |
| 3  | 1994年度 | 松島正義                                 |
| 4  | 1995年度 | 社会福祉法人 愛育社                      |
| 5  | 1996年度 | 社会福祉法人うみのほし会 浦上養育院      |
| 6  | 1997年度 | 社会福祉法人 横浜訓盲院                  |
| 7  | 1998年度 | 加賀見日聰                               |
| 8  | 1999年度 | 社会福祉法人 広島修道院                  |
| 9  | 2000年度 | 社会福祉法人 キリスト教児童福祉会 愛隣園 |
| 10 | 2001年度 | 社会福祉法人 福島愛育園                  |
| 11 | 2002年度 | 社会福祉法人 二葉保育園                  |
| 12 | 2003年度 | 社会福祉法人 愛知育児院                  |
| 13 | 2004年度 | 宮城まり子                               |
| 14 | 2005年度 | 社会福祉法人ブレル会 希望の灯学園        |
| 15 | 2006年度 | 社会福祉法人 仙台キリスト教育児院        |
| 16 | 2007年度 | 社会福祉法人 児童養護施設 似島学園       |
| 17 | 2008年度 | 社団法人 家庭養護促進会                  |
| 18 | 2009年度 | 社会福祉法人 児童養護施設 藤聖母園       |
| 19 | 2010年度 | 社会福祉法人 愛媛慈恵会                  |
| 20 | 2011年度 | 社会福祉法人 救世軍事業団 救世軍希望館   |
| 20 | 2011年度 | 社会福祉法人 石井記念友愛社              |
| 21 | 2012年度 | 社会福祉法人 思恩会 七窪思恩園           |
| 22 | 2013年度 | 石井哲夫                                 |
| 23 | 2014年度 | 社会福祉法人 南野育成園                  |
| 24 | 2015年度 | 長谷場夏雄                               |
| 25 | 2016年度 | 社会福祉法人 別府光の園                  |
| 26 | 2017年度 | 福島一雄                                 |
| 27 | 2018年度 | 社会福祉法人 康保会玉淀園                |
| 28 | 2019年度 | 阿部志郎                                 |
| 29 | 2020年度 | 黒柳徹子                                 |
| 30 | 2021年度 | 社会福祉法人 鳥取こども学園              |
| 31 | 2022年度 | 是枝裕和                                 |
| 32 | 2023年度 | 大阪児童福祉事業協会アフターケア事業部   |